# 류보비 브룰레토바
류보비 알렉산드로브나 브룰레토바(러시아어: Любо́вь Алекса́ндровна Брулетова, 1971년 10월 15일~)는 러시아의 유도 선수이다. 2000년 하계 올림픽 여자 엑스트라라이트급에서 은메달을 획득했다.